# Laroche-près-Feyt
Laroche-près-Feyt (okzitanisch La Ròcha) ist eine französische Gemeinde mit 79 Einwohnern (Stand 1. Januar 2022) im Département Corrèze in der Region Nouvelle-Aquitaine.

## Geografie
Laroche-près-Feyt ist die östlichste Gemeinde des Départements Corrèze. Sie liegt im Zentralmassiv auf dem Plateau de Millevaches und somit auch im Regionalen Naturpark Millevaches en Limousin. An der östlichen Gemeindegrenze verläuft der Fluss Chavanon, in den hier die Méouzette einmündet. Diese wiederum nimmt im Gemeindegebiet ihren Zufluss Feyt auf.
Tulle, die Präfektur des Départements, liegt ungefähr 95 Kilometer südwestlich, Ussel etwa 30 Kilometer südwestlich und Clermont-Ferrand rund 60 Kilometer östlich.
Nachbargemeinden von Laroche-près-Feyt sind Saint-Merd-la-Breuille im Norden, Saint-Germain-près-Herment im Osten, Bourg-Lastic im Südosten sowie Feyt im Westen und Nordwesten.

### Verkehr
Der Ort liegt ungefähr 23 Kilometer nordwestlich der Abfahrt 25 der Autoroute A89.

## Geschichte
Die neolithische Besiedlung der Region ist durch diverse archäologische Zeugen wie Hügelgräber, Cromlechs und Dolmen belegt.

### Wappen
Beschreibung: In Silber ein gedrückter rot-gold gestückter Sparren, darüber fünf (3;2) rote Rosen. Unter dem Sparren ein grüner Laubbaum.

### Bevölkerungsentwicklung
| Jahr      | 1962 | 1968 | 1975 | 1982 | 1990 | 1999 | 2007 | 2016 |
| Einwohner | 145  | 159  | 103  | 115  | 106  | 80   | 79   | 64   |

## Sehenswürdigkeiten

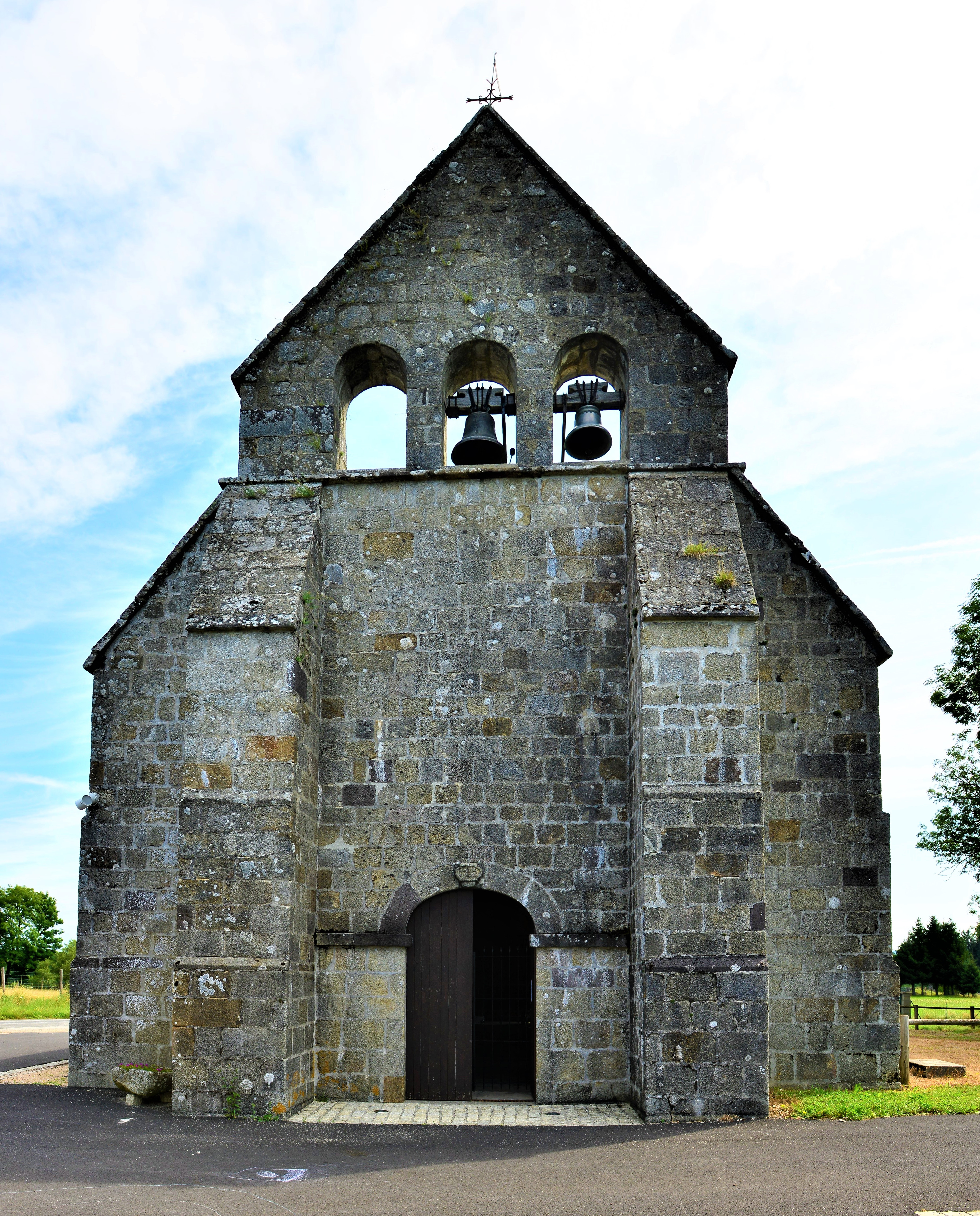
Kirche Saint-Pierre-ès-Liens

- Die Kirche Saint-Pierre-ès-Liens, ein Sakralbau aus dem 18. Jahrhundert, ist als Monument historique klassifiziert[2].

## Persönlichkeiten
- Pierre Flote († 11. Juli 1302 in der Sporenschlacht bei Kortrijk), einer der bekanntesten Legisten aus der Regierungszeit des Königs Philipp IV., wahrscheinlich in Laroche-près-Feyt geboren.
- Jean Hippolyte Michon (1806–1881), französischer Schriftsteller und Begründer der modernen Graphologie.